# Publi Opi
Publi Opi (en llatí: Publius Oppius) va ser un magistrat romà del segle i aC. Formava part de la gens Òpia, una gens romana d'origen plebeu.
Va ser el qüestor a Bitínia de Marc Aureli Cota, cònsol l'any 74 aC. Va romandre a Bitínia uns tres anys i es diu que es va apropiar per a ell mateix de part dels subministraments destinats a les tropes. Quan Cota el va acusar, li va plantar cara i fins i tot li va alçar l'espasa. Cota que era procònsol, el va destituir i va enviar una carta al senat acusant-lo de malversació i d'atemptar contra la seva vida. Portat a judici l'any 69 aC, va ser defensat per Ciceró. El discurs de defensa que va fer Ciceró s'ha perdut i el resultat final del judici no es coneix, però sembla que va ser una peça oratòria molt interessant, ja que Quintilià la cita diverses vegades.